# 火国
火国（ひのくに。火国別、ひのくにわけ。肥国。? - 8世紀）は、筑紫島（九州）にあった国の一つ。火国の範囲については、肥前国（長崎県、佐賀県）と肥後国（熊本県）を合わせたものであるという説と、肥後国は阿蘇国のあとであり火国とは必ずしも関連がないとする説など諸説ある。

## 概要
『国造本紀』によれば、大分国造と同祖で神八井耳命の後裔の志貴多奈彦命の子遅男江命が、第10代崇神朝に火国造に任じられたとされる。また、健磐龍命を火国造の祖とする説もある。
『日本書紀』によれば、第12代景行天皇と、襲国の襲武媛（その たけひめ）とのあいだに生まれた国乳別（くにちわけ）、国背別（くにそわけ）、豊戸別（とよとわけ）の3人兄弟のうち、一番下の豊戸別が火国別の始祖となった。
『古事記』・国産み神話においては、隠岐の次、壱岐の前に生まれた筑紫島（九州）の四面のひとつとして語られ、別名を「建日向日豊久士比泥別」（タケヒムカヒトヨクジヒネワケ）といったとされるが、古事記に肥国の名称が登場するのはこの逸文のみである。

## 地理

### 国域を肥前と肥後とする場合
肥前は筑後国の西方、肥後は筑後国の南方であり、両者の間には有明海もあり地理的には接していない。このこともあり古事記のいう肥国（建日向日豊久士比泥別）がどの範囲であるかは定かでない。ただ、肥前国・肥後国という名称の国が設置されたとき、この二国をあわせて、またはいずれか一国を指して、肥州（ひしゅう）と呼ぶことがあり、また肥前国と肥後国の両国をさす語としては、二肥（にひ）も用いられたことがあった。
肥前（長崎県、佐賀県） - 基肄郡、養父郡、三根郡、神埼郡、佐賀郡、小城郡、松浦郡、杵島郡、藤津郡、彼杵郡、高来郡
ただし、『先代旧事本紀』によれば西九州には、末羅国、葛津国、筑志米多国といった国々もある。
肥後（熊本県） - 玉名郡、山鹿郡、菊池郡、阿蘇郡、合志郡、山本郡、飽田郡、託麻郡、益城郡、宇土郡、八代郡、天草郡、葦北郡、球麻郡
日本書紀の景行天皇紀には阿蘇山（熊本県）と阿蘇国が現れるので、阿蘇郡周辺は阿蘇国であった可能性がある。また『先代旧事本紀』には葦北国（現水俣市）も現れる。

### 筑後国を含める場合
肥前・肥後のあいだにある筑後国も「肥国」に含まれていたとすれば、下記の郡も肥国の郡であった。
筑後（福岡県南部） - 御原郡、生葉郡、竹野郡、山本郡、御井郡、三瀦郡（三潴郡）、陽咩郡（八女郡）、山門郡、三毛郡（三池郡））

## 歴史

### 古墳時代
『日本書紀』によれば、火国別造の始祖は、第12代景行天皇と襲武媛の子の豊戸別皇子である。
景行天皇期に櫛田宮（神埼）が創建された。これはのち、第46代孝謙天皇期の757年（天平宝字元年）の平安時代末期、平清盛が日宋貿易の拠点とする博多に勧請され分社されて、博多の櫛田神社が造営されたといわれている。
6、7世紀
6世紀初めには、装飾古墳の前方後円墳であるチブサン古墳（熊本県山鹿市）が築造された。
第27代安閑天皇期には、屯倉（開拓地）として春日部屯倉ができた。万日山古墳（熊本市春日町、託麻郡）はこれに関連して築造されたという説がある。
8世紀
令制や大宝律令ののち、長崎県、佐賀県の範囲に肥前国、熊本県（阿蘇国等）の範囲に肥後国が設置された。
明治時代
廃藩後曲折を経て、肥前国は長崎県・佐賀県となり、肥後国は熊本県となった。